# Tiberio Murgia
Tiberio Murgia (5 de fevereiro de 1929 - 20 de agosto de 2010) foi um ator italiano. Ele apareceu em mais de 100 filmes entre 1958 e 2009.